# Cophixalus pipilans
Cophixalus pipilans es una especie de anfibio anuro del género
Cophixalus de la familia Microhylidae.

## Distribución geográfica
Originaria de Papúa Nueva Guinea.